# Iamka (république de Carélie)
Iamka (en russe : Ямка, en olonetsien : Jamka ) est un hameau de l'établissement rural de Velikaïa Gouba, du raïon de Medvejiegorsk dans la république de Carélie. Il se situe sur l'île de Kiji du lac Onega, dans le Nord russe. Sa population s'élevait à 8 habitants en 2013.

## Géographie
La localité est située dans la république de Carélie, un sujet de la Russie européenne, dans le district fédéral du Nord-Ouest. Iamka est l'une des 147 localités du raïon de Medvejiegorsk, un raïon du centre de la république. Le centre administratif du raïon est la ville de Medvejiegorsk. Iamka fait partie de l'établissement rural de Velikaïa Gouba, une des huit entités municipales du raïon, qui a comme chef-lieu la localité de Velikaïa Gouba.
Iamka, comme toute la république de Carélie, est située dans le fuseau horaire MSK (heure de Moscou). Le décalage horaire appliqué par rapport au temps universel coordonné est +03:00.
La localité se trouve sur l'île de Kiji, en face du Zaoniégé, une presqu'île qui s'avance dans le lac Onega, dans la partie nord-est de ce lac. Le Zaoniégé est aussi une région historique et culturelle, avec un climat assez favorable pour la région.

## Histoire
Historiquement, la localité se trouve dans la Carélie d'Aunus, une des parties de la région historique et culturelle de Carélie.
Sous l'Empire russe, la localité faisait partie de l'ouïezd de Petrozavodsk, créé en 1776 lors des réformes régionales de Catherine II, du gouvernement d'Olonets, créé lui en 1801.

## Démographie
Recensements (*) et estimations de la population,,,,:
| 2002 * | 2010* | 2013 | - | - |
| ------ | ----- | ---- | - | - |
| 11     | 10    | 8    | - | - |

Concernant les ethnies, en 2002, sur les 11 habitants, il y avait 82 % de Russes.